# Drypetina
Drypetina, död 66 f.Kr., var en pontisk prinsessa, dotter till kung Mithridates VI Eupator av Pontus.
Hon var den yngsta dottern till den pontiska kungen Mithridates VI Eupator och hans syster Laodice.
År 66 f.Kr. blev hon allvarligt sjuk och lämnades av sin far i fästningen Sinorni (i Lillarmenien ) i den kungliga eunucken Menophilus vård, som botade henne. När fästningen belägrades av romarna under befäl av legaten Manlius Priscus, beslutade Menophilus att döda henne så att hon skulle undvika förödmjukelsen av fångenskap, varefter han begick självmord genom att kasta sig på sitt svärd.